# Kościół Lumpa
Kościół Lumpa (ang. Lumpa Church) – niezależny afrochrześcijański kościół, założony w 1955 roku przez prorokinię Alice Lenshinę Mulengę w wiosce Kasomo w Zambii.

## Historia Lumpy

### Powstanie
Od 1955 roku prorokinia Alice Lenshina Mulenga propagowała swoje przesłanie we własnym imieniu, zakładając w ten sposób niezależny kościół. Zebrała wokół siebie fenomenalnych zwolenników, których do 1958 roku szacowało się na około 65 000 wiernych. Wielu z nich było byłymi konwertytami misji w Lubwie i sąsiednich misji rzymskokatolickich w mieście Chinsali i przyległych obszarach ogromnej większości ludności zwróconej do kościoła Lenshiny Mulengi, który wkrótce był zwany jako Lumpa, który oznacza „przewyższający wszystkich innych”. Utworzono ramy organizacyjne, w których mąż Lenshiny Mulengi, Petros Chitankwa i inni starsi diakoni płci męskiej, zajmowali najwyższe stanowiska. Tysiące pielgrzymów przybyło do wioski Lenshiny Mulengi, Kasomo, która została przemianowana na Sioni (Syjon), których wielu osiedliło się tam na stałe. W 1958 roku katedra Lumpa została ukończona jako jeden z największych budynków kościelnych w Afryce Środkowej. W północnej prowincji Zambii utworzono dziesiątki oddziałów Lumpa. Ponadto niektórzy pojawili się na linii kolejowej, a nawet w Zimbabwe, po różnych starciach z wodzami, misjami lokalnymi, państwem kolonialnym i antykolonialnym ruchem nacjonalistycznym. Zbrojny opór przeciwko państwu doprowadził do ostatecznego konfliktu w 1964 roku, który oznaczał koniec jawnego istnienia Lumpy w Zambii. Kościół Lumpa zaczął zdobywać wielu wyznawców, co doprowadziło do masowego odejścia ludzi z Kościoła rzymskokatolickiego i Kościoła Szkockiego.

### Stan wyjątkowy
Kiedy w styczniu 1976 roku, w odpowiedzi na złożony kryzys krajowy i międzynarodowy, prezydent Zambii Kenneth Kaunda ogłosił stan wyjątkowy, który w rzeczywistości przywrócił jedynie ten uśpiony, który został ogłoszony w lipcu 1964 roku przez ówczesnego gubernatora Rodezji Północnej, w związku z powstaniem separatystycznego kościoła Alice Lenshiny Mulengi, powszechnie zwanego „Lumpa”. Na terenach wiejskich północno-wschodniej Zambii walki między wojskami państwowymi a członkami Kościoła ustały w październiku 1964 roku, pozostawiając szacunkową liczbę ofiar śmiertelnych na około 1500 osób. Ale stan wyjątkowy (implikujący zwiększenie uprawnień władzy wykonawczej rządu) mógł trwać dalej. Odnawiana była co sześć miesięcy i przetrwała zarówno osiągnięcie niepodległości terytorialnej (w październiku 1964 roku), jak i utworzenie (w grudniu 1972 roku) Drugiej Republiki pod wyłącznym kierownictwem Zjednoczonej Partii Niepodległości Narodowej (UNIP) prezydenta Kennetha Kaundy. Następstwa Lumpy, w tym ciągła obecność tysięcy uchodźców tego zgromadzenia w Zairze (tuż za granicą Zambii), były wielokrotnie cytowane jako powód tej kontynuacji.

### Upadek i uwięzienie Lenshiny Mulengi
Po powstaniu zwolennicy Lumpa rozproszyli się po całej północno-wschodniej Zambii. Ze względu na trudności z przesiedleniem się w rodzinne strony, wśród ludzi, z którymi walczyli, następował stopniowy exodus do Zairu. W latach 1965–1968 liczba uchodźców Lumpy w tym kraju wzrosła do około 19 000, a tylko około 3 000 powróciło do Zambii po skoncentrowanym wysiłku rządu w 1968 roku. Lumpowie na wygnaniu nadal przypominają o tym, co do tej pory przybrało proporcje poważnej traumy zambijskiego nacjonalistycznego snu. Głównie inne przypomnienie to sporadyczne procesy osób, które w Zambii zostały przyłapane na akcie odradzania organizacji i rytuału Kościoła Lumpa (obracające się szczególnie wokół utalentowanych hymnów Lenshiny Mulengi). Takie procesy, w których znów dominuje postawa pojednawcza, miały miejsce w niewielkich ilościach w latach sześćdziesiątych i wczesnych siedemdziesiątych. Ostatnim gestem pojednania było uwolnienie Lenshiny Mulengi w grudniu 1975 roku. Resztę swoich dni, Lenshina Mulenga spędziła w areszcie domowym, aż do śmierci w 1978 roku. W tym czasie jej kościół został zniszczony przez rząd, chociaż istnieje do dziś, podzielił się on na różne grupy i nazwy.